# جوك تومسون
جوك تومسون (بالإنجليزية: Jock Thomson)‏ (6 يوليو 1906 باسكتلندا في المملكة المتحدة - 1979) هو مدرب كرة قدم ولاعب كرة قدم بريطاني (وحمل سابقاً جنسية المملكة المتحدة لبريطانيا العظمى وأيرلندا) في مركز نصف الجناح. لعب مع نادي إيفرتون ونادي دندي.

## وصلات خارجية
- جوك تومسون على موقع قاعدة بيانات كرة القدم.إي يو (الإنجليزية)